# 34451 Rebohearn
34451 Rebohearn este o planetă minoră (asteroid), cu un diametru de 3,253 km, din centura de asteroizi. A fost descoperită pe 24 septembrie 2000 la Experimental Test Site⁠(d) de Lincoln Near-Earth Asteroid Research. 
Obiectul prezintă o orbită caracterizată de o semiaxă mare de 2,9794521 UAi, o excentricitate de 0,09, o înclinație de 4,9585 ° în raport cu ecliptica.